# Мет Лоџески
Мет Лоџески (енгл. Matt Lojeski; Расин, 24. јул 1985) је америчко-белгијски кошаркаш. Игра на позицији бека, а тренутно наступа за атински АЕК.

## Биографија
Европску каријеру је почео у екипи белгијског Окапи Алстара. У њиховом дресу је наступао од 2007. до 2009. и био је најкориснији играч првенства Белгије у сезони 2008/09. У лето 2009. прелази у Остенде. Са њима проводи наредне четири сезоне и у том периоду осваја по два пута национално првенство и куп. Поново је проглашен за најкориснијег играча тамошњег првенства у сезони 2012/13.
Од лета 2013. је наступао за грчки Олимпијакос и са њима је освојио Интерконтинентални куп 2013. и првенство Грчке 2015. и 2016. те играо финале Евролиге 2017. године. Након четири сезоне напустио је Пиреј и прешао у редове градског ривала Панатинаикоса. У екипи Панатинаикоса је провео наредне две сезоне током којих је освојио два првенства Грчке и један Куп. У сезони 2019/20. је наступао за Тофаш, а од јула 2020. је играч атинског АЕК-а.

## Успеси

### Клупски
- Остенде:
  - Првенство Белгије (2): 2011/12, 2012/13.
  - Куп Белгије (2): 2010, 2013.

- Олимпијакос:
  - Интерконтинентални куп (1): 2013.
  - Првенство Грчке (2): 2014/15, 2015/16.

- Панатинаикос:
  - Првенство Грчке (2): 2017/18, 2018/19.
  - Куп Грчке (1): 2019.

### Појединачни
- Најкориснији играч Првенства Белгије (2): 2008/09, 2012/13.
- Најкориснији играч Купа Белгије: 2013.